# 北京中医药大学
北京中医药大学位于北京市朝阳区，是中国最早成立的高等中医院校之一。

## 历史

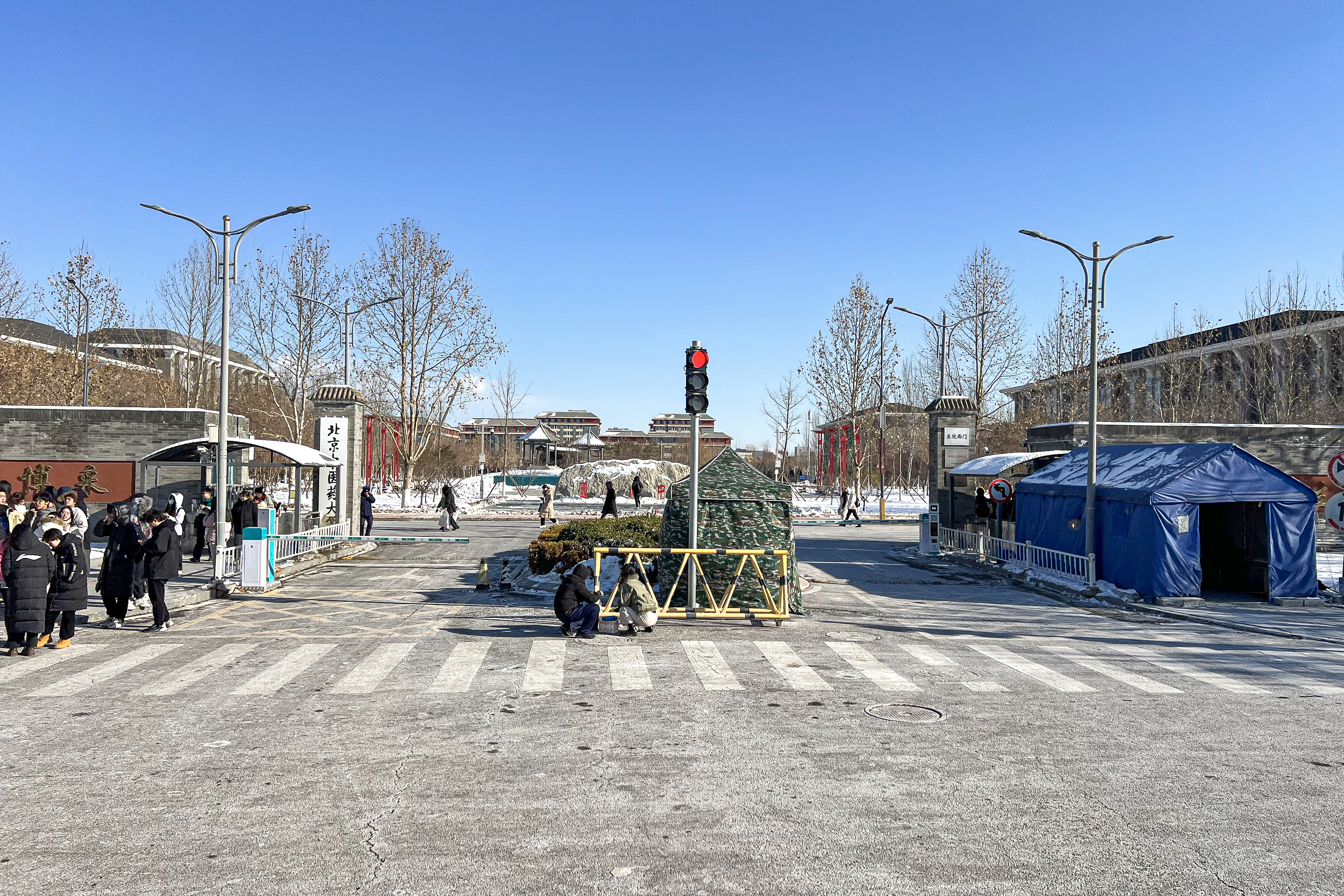
北京中医药大学良乡校区

- 1956年，北京中医学院创建于北京市海运仓。
- 1960年，北京中医学院被确定为全國重点大學。
- 1993年，更名为北京中医药大学。
- 1996年，北京中医药大学入选国家“211”工程建设。
- 2000年，与北京针灸骨伤学院合并，组成了新的北京中医药大学。
- 2003年，“文法系”成立，所設专业為英语（医学）和法学（医药卫生）。
- 2007年，“文法系”更名为“人文学院”。
- 2015年9月，位于良乡大学城的良乡校区建成启用[1]。

## 学院

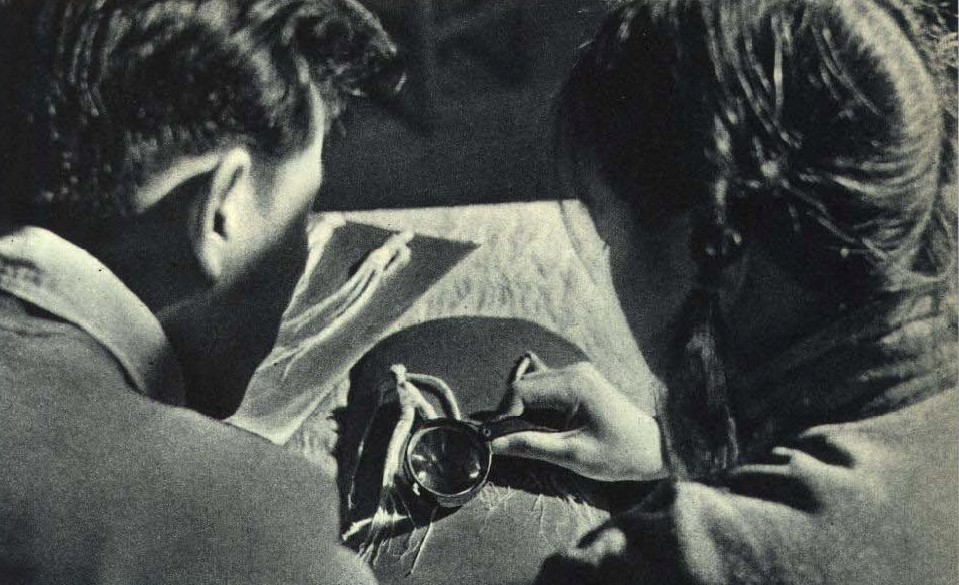
1963年北京中医学院学生辨别人参

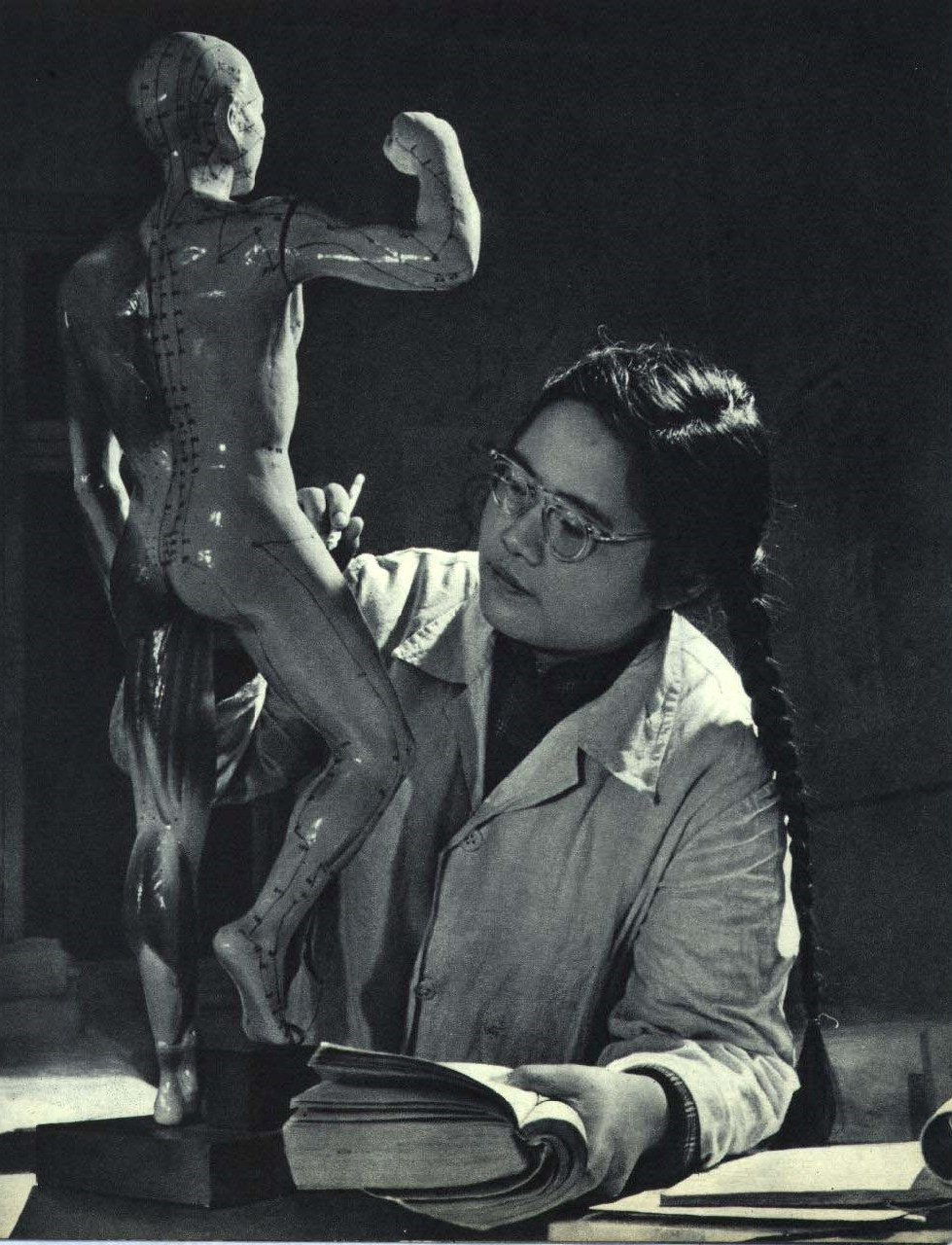
1963年北京中医学院学生辨别穴位

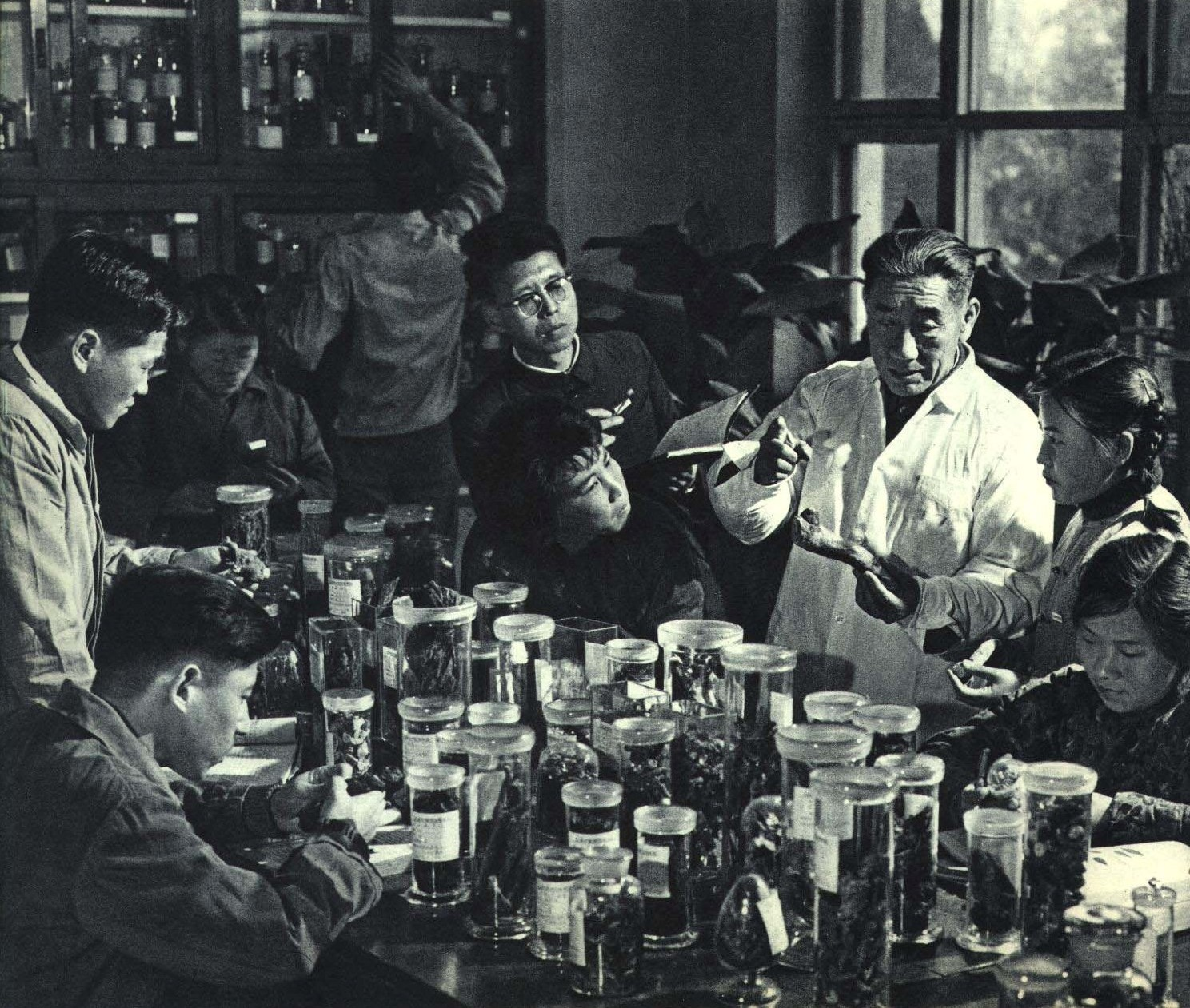
1963年北京中医学院中药系

- 中医学院
- 生命科学院
- 人文学院
- 针灸学院
- 管理学院
- 护理学院
- 国际学院
- 临床医学院
- 中药学院

## 校园文化

### 校徽
北京中医药大学校标图案由蛇、手杖、杨柳枝和心形外框组成。标志中央“蛇与手杖”图案是国际通行的医药卫生标志。蛇象征智慧。手杖变形为针形，象征东西方医学的交流与融合。杨柳枝象征生命和吉祥，也是天然药用植物的代表，并寓意中医药人才的茁壮成长。蛇与手杖、交叉的杨柳枝分别组合成英文字母“B”和“U”的形状，是校名中“Beijing”和“University”的缩写，突显我校的地域特征和高等医学教育的特色。心形外框顶部镂“BUCM”,是英文校名“Beijing University of Chinese Medicine”的缩写。图案选用红、绿、蓝三种颜色。红色象征阳光，绿色象征生命，蓝色象征海洋和天空。标志的整体寓意为：北京中医药大学以德行和智慧培育英才，以仁爱之心包容四海，以中国医药造福人类。

### 校训
```
 勤求博采，厚德济生
```

“勤求博采”：语出医圣张仲景《伤寒杂病论·原序》：“勤求古训，博采众方。”现用以表示我校师生要做到勤奋研求，广博采搜，汇通中西，学贯古今。此4字集中讲治学态度和治学方法。
“厚德济生”：厚德，语出《易·坤卦》：“地势坤，君子以厚德载物。”厚德济生四字合而表示师生要宽厚仁爱，品德高尚，以仁术普济苍生，全面服务社会。此4字主要讲品德修养、做人、做事。
以上八字还寓含继承与发展相结合、中医与西医相结合、传统与现代相结合的理念。

## 出版物
- 《北京中医药大学学报》
- 《北京中医药大学学报（中医临床版）》
- 《中医教育》

## 医院
- 北京中医药大学东直门医院，三级甲等中医医院，全国示范中医医院，位于北京市海运仓，862张床位。始建于1958年，是北京中医药大学第一临床医学院。于1991年最早在欧洲建立了分院——德国魁茨汀医院。
- 北京中医药大学东方医院，三级甲等中医医院，位于北京市丰台区方庄，1200张床位，在丰台长辛店和大兴瀛海也设有院区。
- 北京中医药大学第三附属医院，三级甲等中西医结合医院，位于北京市朝阳区安外小关，520张床位。前身是建于1964年的冶金医院，2006年划归北京中医药大学。

## 校办企业
- 北京中医药大学药厂，为现代化中药制药企业。2010年公营企业改制为“亚宝北中大（北京）制药有限公司”，[3]亚宝制药持70%股份，大学附属北京北中资产管理有限公司持30%股份。